# Ableton Live
Ableton Live – cyfrowa stacja robocza stworzona przez przedsiębiorstwo Ableton na systemy operacyjne macOS i Microsoft Windows. W przeciwieństwie do innych sekwencerów, została zaprojektowana do występów na żywo, a jednocześnie jest narzędziem do komponowania, nagrywania, aranżowania, miksowania i masteringu. Ableton Live jest dostępny w trzech edycjach: Intro, Standard i Suite.

## Historia
Współzałożyciele Ableton, Gerhard Behles, Robert Henke i Bernd Roggendorf opracowali Ableton Live z oprogramowania, które stworzyli Behles i Henke. Wydali pierwszą wersję Live 30 października 2001 jako oprogramowanie komercyjne. Ableton Live jest napisany w języku C++.

## Funkcje
Interfejs użytkownika składa się z dwóch widoków – widoku aranżacji i widoku sesji. Ableton Live wykorzystuje próbki audio lub MIDI zwane klipami.
Części interfejsu mogą być ukrywane i pokazywane na podstawie strzałek, które można kliknąć, aby pokazać lub ukryć określony segment (np. ukryć listę instrumentów/efektów lub pokazać lub ukryć okno pomocy).

### Instrumenty
Ableton Live w wersji Intro posiada cztery kategorie instrumentów:
- Drum Rack
- Impulse
- Instrument Rack
- Simpler

Live jest również w stanie hostować wtyczki VST, a na macOS wtyczki Audio Units.

### Efekty
Ableton Live zawiera także bibliotekę efektów audio oraz MIDI.
Efekty audio
- Audio Effect Rack
- Auto Filter
- Auto Pan
- Beat Repeat
- Cabinet
- Channel EQ
- Chorus
- Compressor
- Delay
- EQ Three
- Erosion
- Redux
- Reverb
- Tuner
- Utility

Efekty MIDI
- Arpeggiator
- Chord
- MIDI Effect Rack
- Note Length
- Pitch
- Random
- Scale
- Velocity